# Lydford Gorge
Lydford Gorge er en slugt nær landsbyen Lydford, som ligger i grevskabet Devon i Storbritannien. Der er ca. 2,4 km lang og gennemløbes af floden Lyd. Slugten er med sine ca. 30 m dybde den dybeste i det sydvestlige England. Området tilhører National Trust, sådan at offentligheden har adgang til at besøge bunden af slugten ad en ca. 5 km lang sti, som ofte er meget glat.

## Forløb
Når man ser ned langs strømmen, begynder slugten ved Tucker's Pool, en vandfyldt dam tæt ved Lydford Castle. Floden løber i begyndelsen næsten uden fald, indtil den når Devil's Cauldron (Djævelens kedel), en række vandfald og strømsteder, hvor vandet falder nogle meter ned. 
Ca. halvvejs gennem den blot få meter brede slugt ligger Tunnel Falls, og tæt ved afslutningen af den farbare sti møder man White-Lady-vandfaldet, hvor floden Burn falder 30 m ned i Lyd.

## Særlige forhold
Da stien sine steder er meget smal, er de besøgende nødt til at bruge den "ensrettet". Hvis man begynder ved den nederste indgang, fører stien forbi "White Lady" i niveau med floden, mens tilbageturen foregår oppe langs kanten af slugten.